# Суерос
Суерос (ісп. Zuheros) — муніципалітет в Іспанії, у складі автономної спільноти Андалусія, у провінції Кордова. Населення — 767 осіб (2010).
Муніципалітет розташований на відстані близько 320 км на південь від Мадрида, 55 км на південний схід від Кордови.

## Демографія
Динаміка населення (INE ):

## Галерея зображень

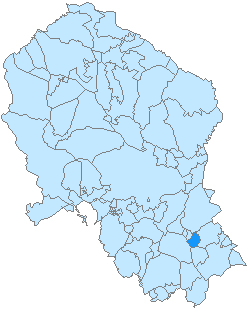
Розташування муніципалітету у провінції Кордова
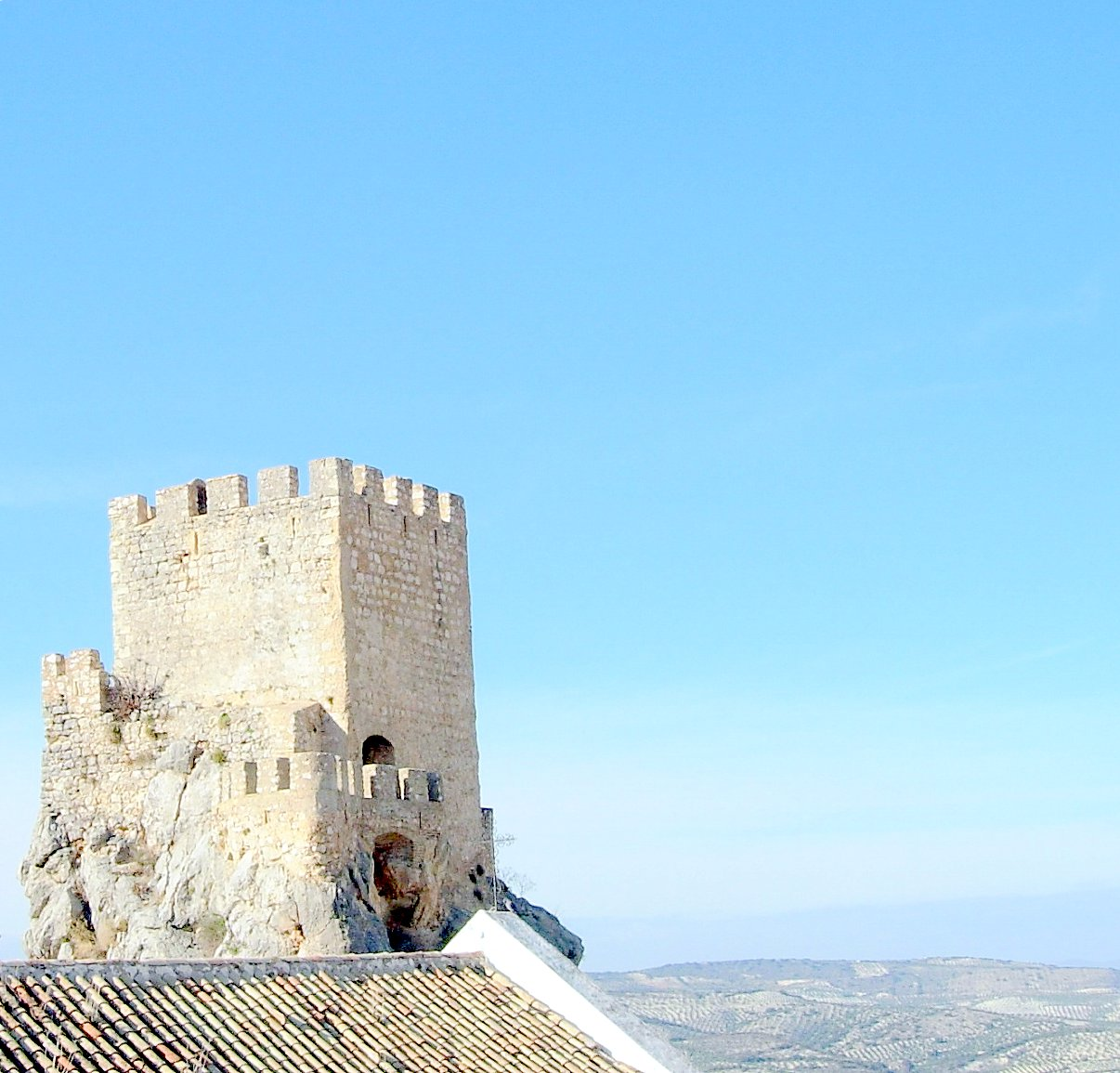
Замок у Суеросі